# Jan van der Valk

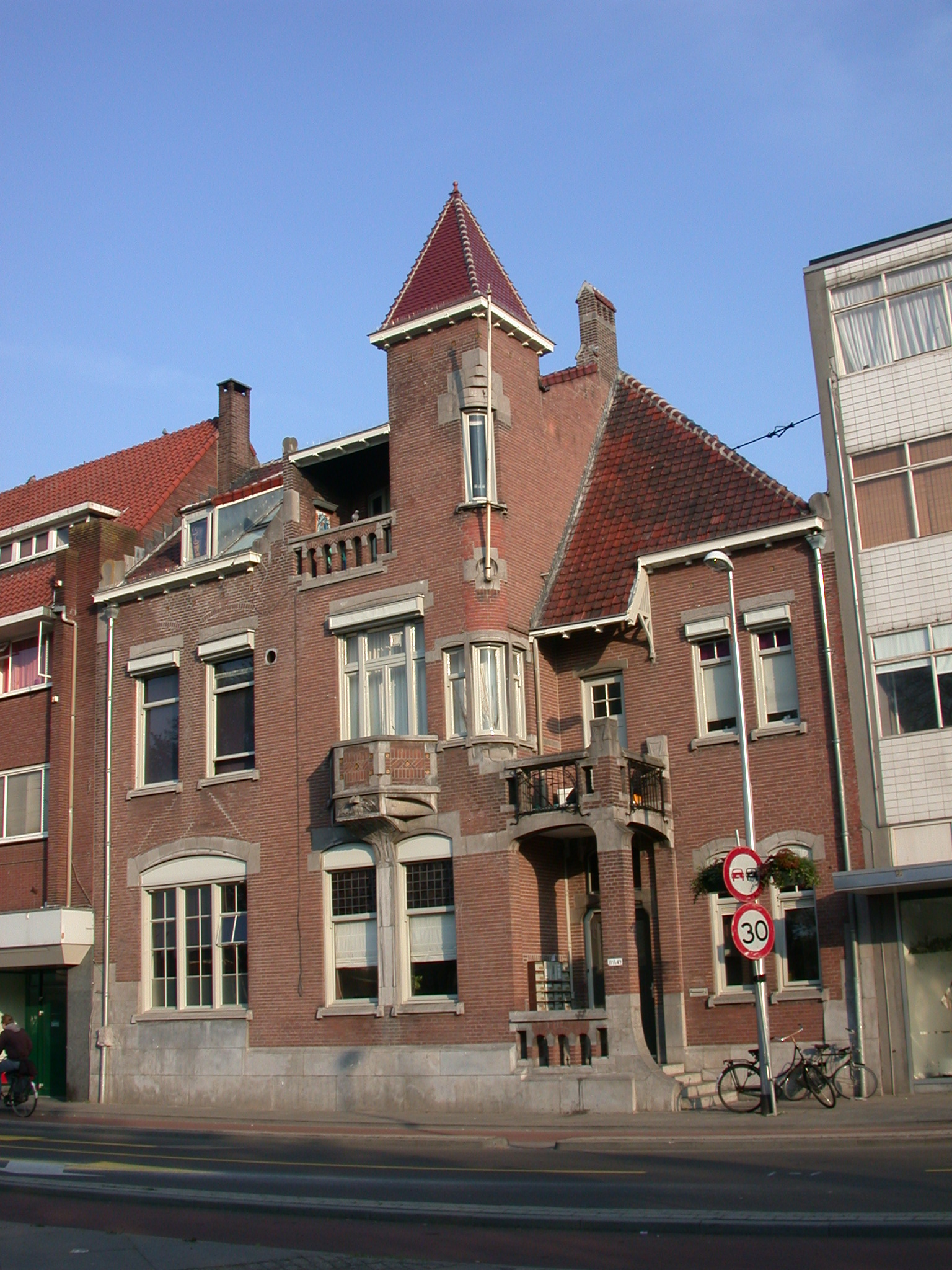
Huis Zomerstraat, Tilburg

Jan van der Valk (Rotterdam, 1873 – Tilburg, 1961) was een architect waarvan het werk vooral in Tilburg te vinden is.
Van der Valk kwam uit Delfshaven, waar zijn vader een distilleerderij had. Hij heeft gestudeerd bij Henri Evers, waarna hij in dienst trad bij Jan Verheul, een Rotterdams architect. In 1898 verhuisde hij voor de eerste keer naar Tilburg om daarna voor enige tijd terug te keren naar Rotterdam. In 1900 vestigde hij zich definitief in Tilburg. 
Van der Valks eerste werken in Tilburg betroffen opdrachten die hij van andere architecten had overgenomen. Zijn eerste eigen werk was een pand in de Zomerstraat, het eerste van een serie panden in art-nouveaustijl. In deze stijl ontwierp hij diverse huizen, villa's en kantoren. Andere villa's, alsmede een aantal buitenhuizen, ontwierp Van der Valk in traditionele stijlen. De villa's werden vooral ontworpen voor de Tilburgse textielbaronnen.

## Belangrijke werken
- Villa op Zomerstraat 49 (1900) - voor fabrikant Sträter-Bogaers *
- Villa Constance, Spoorlaan 432, (1902) - voor Constance Pollet-de Horion de Corby, de weduwe van lakenfabrikant Guillaume Pollet.*
- Familie woonhuis én kantoor Slager Heldens - (1903) - Tivolistraat 16 en 18 **
- Kantoorvilla van de Tilburgsche Waterleiding Maatschappij aan de Bredaseweg (1903)
- Hofstede De Blaak (1907) - voor fabrikant A.A.H. Pollet *
- Woonhuis met atelier in Tilburg, Tuinstraat 112, (1907) - voor eigen bewoning *
- Kerk van Onze Lieve Vrouw van Goede Raad in Tilburg (Broekhovense kerk) (1913)  *
- Villa Bremhorst / De Philharmonie aan de Oude Goirleseweg 167 (1914) - voor Adrianus van Puijenbroek **
- Rooij Pannen (1914) **
- Sint Odulphuslyceum (1929) **

*) rijksmonument
**) gemeentelijk monument
Vanaf 1916 was hij betrokken bij een aantal socialewoningbouwprojecten, met name Broekhoven (Merode, inmiddels gesloopt) en de Schaepmanstraat en omgeving. Ook het Sint-Odulphuslyceum en het Studiehuis Sint Joseph van de Congregatie van Mill Hill, tegenwoordig De Rooi Pannen, zijn van zijn hand.
Een van zijn belangrijkste werken is de in 1913 voltooide Kerk van Onze Lieve Vrouw van Goede Raad in Tilburg, ook bekend als Broekhovense kerk, een van de eerste kerken in Nederland die in expressionistische stijl werden gebouwd. Andere kerken van zijn hand zijn die van Balgoij en Maliskamp. Een andere kerk, de Sacramentskerk in 's-Hertogenbosch, is inmiddels gesloopt. 
Samen met zijn zoon Eduard van der Valk, met wie hij vanaf 1945 samenwerkte, ontwierp hij in 1952 ook de eerste flatgebouwen van Tilburg  aan de Nassaustraat en de Ringbaan West. Tot vlak voor zijn dood was Van der Valk als architect werkzaam. Daarna zette zijn zoon Eduard de firma voort.
In 2008 riep de gemeente de Jan van der Valk gevelprijs in het leven voor bouwprojecten of verbouwingen die een positieve bijdrage leveren aan de openbare ruimte.

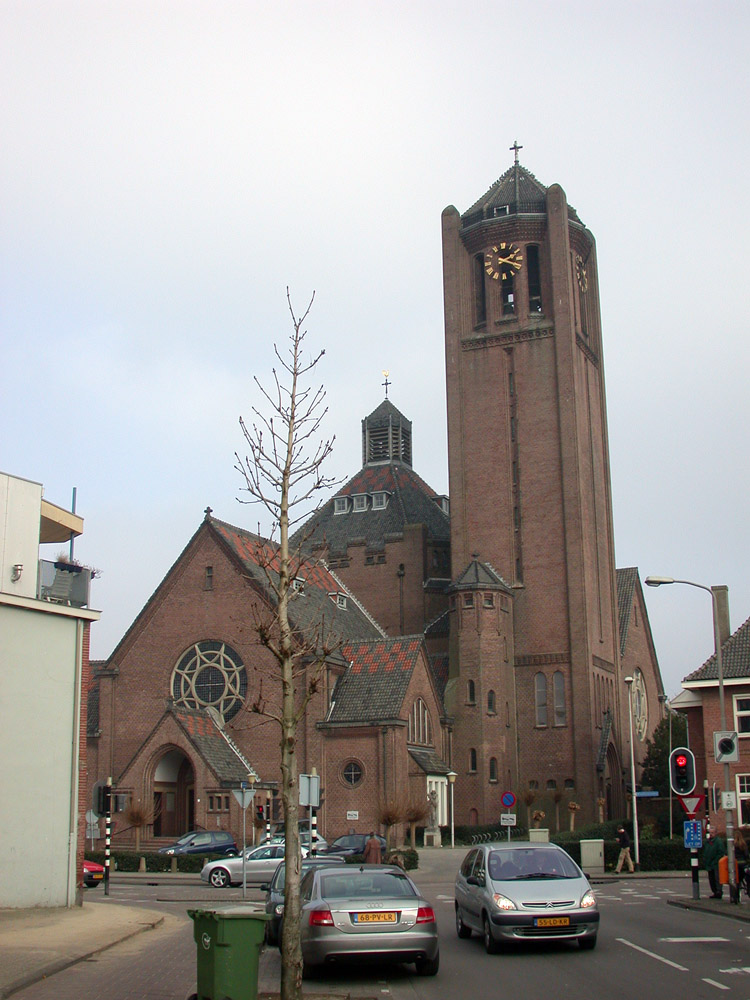
Broekhovense kerk (Tilburg)

## Externe bron
- Villa Constance - tilburgers.nl
- Woonblok Nassaustraat - tilburgers.nl
- Archief architect J. van der Valk opnieuw geïnventariseerd - regionaalarchieftilburg.nl
- Jan van der Valk - wikimiddenbrabant.nl